# Rasselstein GmbH

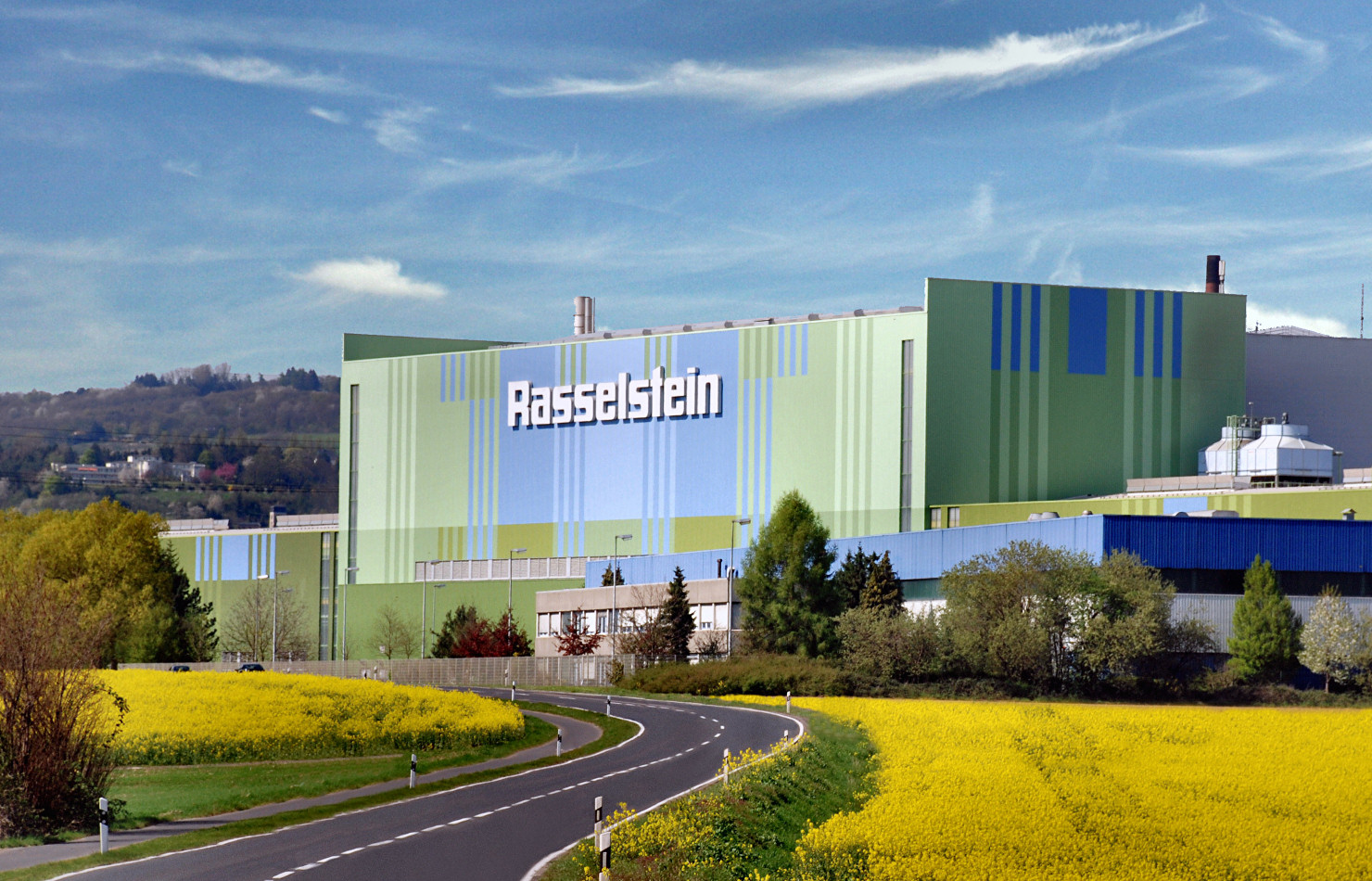
Вид на завод компании

Рассельштайн (нем. Rasselstein GmbH) — дочернее предприятие ThyssenKrupp Steel Europe AG. Является единственным производителем белой жести в Германии и входит в тройку крупнейших европейских поставщиков белой жести. Штаб-квартира компании находится в городе Андернах. По состоянию на 2019 год на предприятии работало 2470 человек.

## Производственная программа
- Необработанная жесть
- Жесть
- Белая жесть (Andralyt®)
- Специально хромированная жесть / ECCS (Ancrolyt®)
- Жесть с органическим покрытием — плёнкой (Andrafol®) или лаком